# Eino Saastamoinen
Kaarlo Eino Saastamoinen, född 9 oktober 1887, död 4 december 1946, var en finländsk gymnast.
Saastamoinen tävlade för Finland vid olympiska sommarspelen 1912 i Stockholm, där han var med och tog silver i lagtävlingen i fritt system. 